# Trippy
Trippy (englisch für abgedreht, ausgeflippt) bezeichnet das vierte Comedy-Programm des italienisch-kanadischen Komikers Luke Mockridge.
Der Auftakt der Tournee fand im Februar 2023 in Erfurt statt, beendet wurde die erste Hälfte im Juni 2023 in Berlin. Im Rahmen der Tour spielte Mockridge 57 Shows, darunter 4 in Österreich und eine in der Schweiz. Für 2024 wurde eine Fortsetzung des Programms angekündigt.

## Hintergrund
Aufgrund der 2021 gegen Mockridge erhobenen Vorwürfe sexualisierter Gewalt kam es teils zu Protesten vor seinen Auftritten, die mediale Aufmerksamkeit erlangten. Sowohl auf der Online-Plattform Twitter als auch journalistisch wurde sich kritisch gegenüber Mockridges Auftritten geäußert. Dennoch wurden die Shows von Trippy insgesamt gut besucht, wenn auch ein Rückgang von Hallengrößen und Ticketverkäufen im Vergleich zu vorigen Tourneen zu verzeichnen war.
Eine Aufzeichnung von Trippy erfolgte im Mai 2024 im Münchener Circus Krone Bau.

## Inhalt

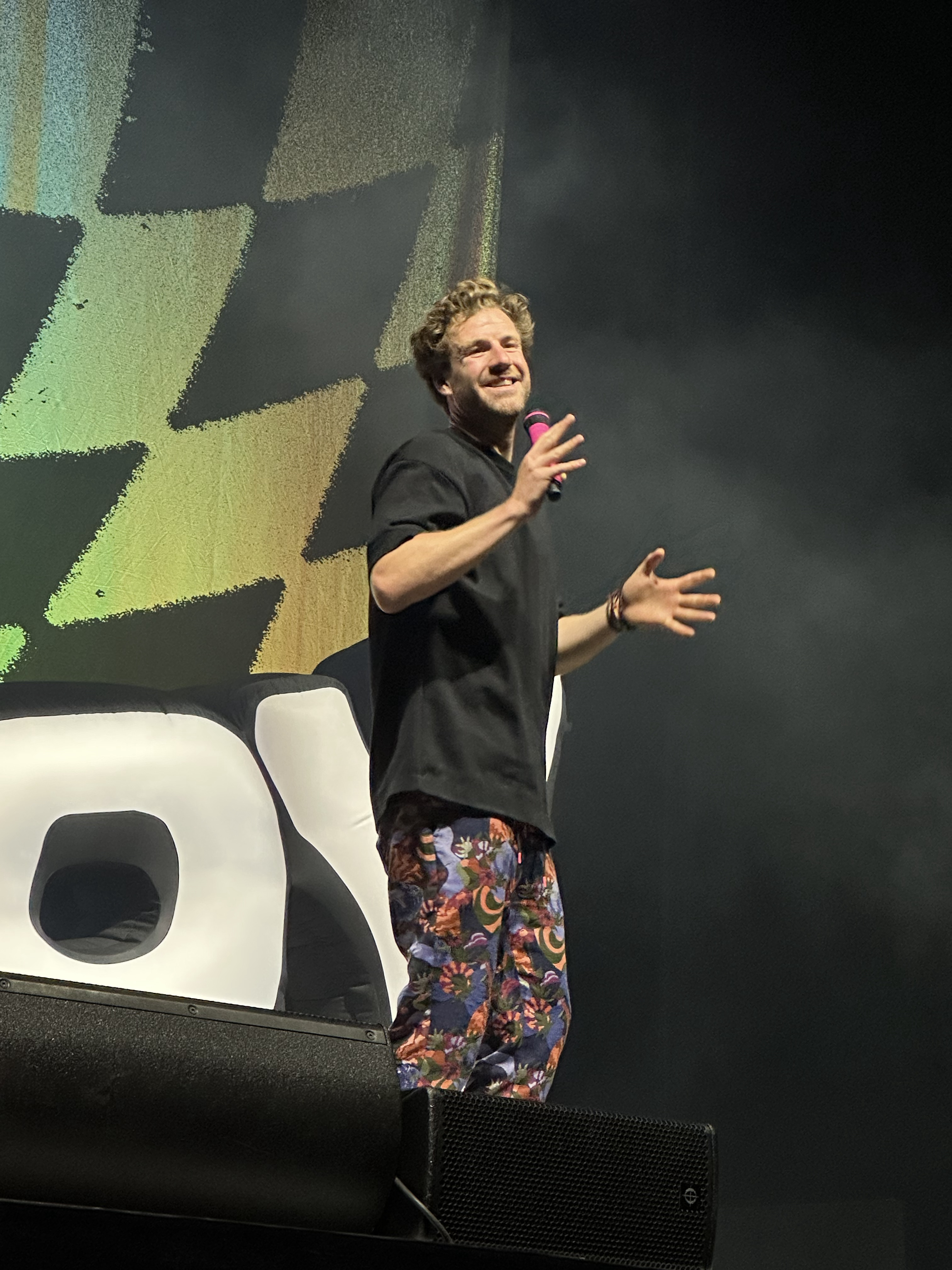
Luke Mockridge 2023 bei einem Auftritt in der Stuttgarter Porsche-Arena

Vor Beginn der Tournee äußerte Mockridge im Dezember 2022 in einem Instagram-Livestream zur TV-Ausstrahlung von A Way Back to Luckyland, dass es sich bei Trippy um ein Programm handle, welches die vorangegangene Lucky-Trilogie inhaltlich hinter sich ließe.
Themen, auf die Mockridge in seinem Programm Bezug nahm, waren unter anderem aktuelle Generationenkonflikte bzgl. des Klimawandels, die Fußball-Weltmeisterschaft in Katar sowie antiautoritäre Erziehungsmethoden. Auch äußerte er sich kritisch zur Cancel Culture, besonders im Hinblick auf die Vorwürfe sexualisierter Gewalt gegen ihn sowie Rammstein-Sänger Till Lindemann.
Trippy wurde medial größtenteils positiv rezipiert. Hervorgehoben wurden vor allem Mockridges spontane Interaktionen mit dem Publikum, sein schauspielerisches und parodistisches Talent sowie seine Fähigkeiten zur selbstironischen Reflexion.

## Bühnengestaltung
Im Gegensatz zu Mockridges vorangegangenen Bühnenshows Lucky Man und Welcome to Luckyland, welche von einem aufwändigen Bühnenbild und geprägt waren, greift die Bühnengestaltung von Trippy auf eher minimalistische Elemente zurück.
Im Hintergrund ist eine karierte Leinwand zu sehen, welche im Verlauf der Show ihre Farben wechselt. Vor dieser sind aufblasbare Großbuchstaben platziert, welche den Namen des Programms präsentieren. Diese sind in der ersten Hälfte der Show lediglich in weißer Farbe zu sehen, werden im zweiten Teil jedoch ebenfalls mit Farben bespielt.
Charakteristisch sind zudem das in der zweiten Hälfte des Programms prominent angekündigte pinke Klavier sowie Mockridges pinkes Mikrofon mit gleichfarbigem Ständer.
Passend zum Namen des Programms zeigte sich Mockridge 2023 meist in bunt gemusterter Hose und trug häufig auch lackierte Fingernägel.

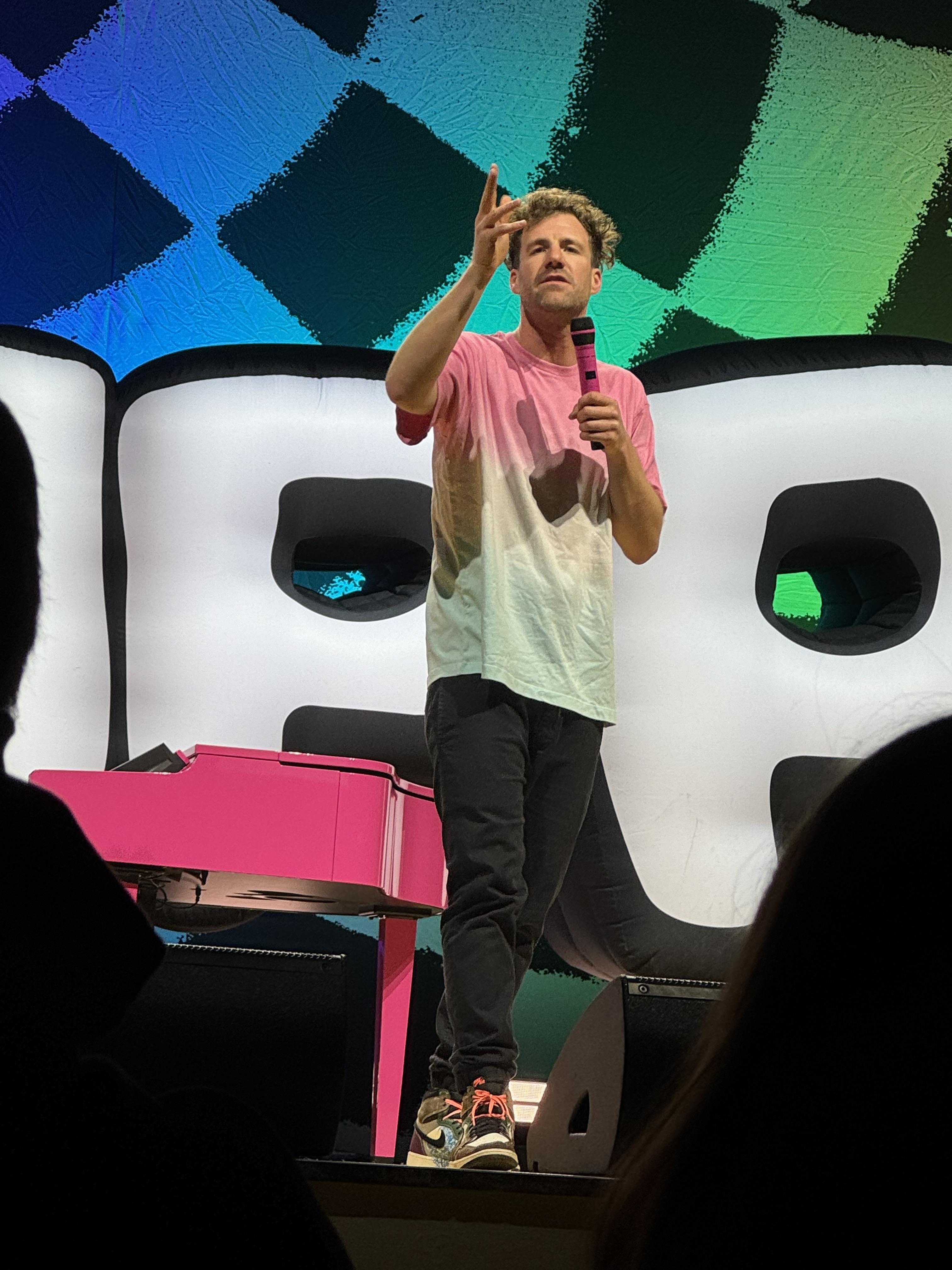
Luke Mockridge 2024 bei einem Auftritt in der Karlsruher Schwarzwaldhalle

## Auftritte
| Datum            | Stadt           | Land        | Veranstaltungsort             | Bemerkungen                             |
| Tour 2023        | Tour 2023       | Tour 2023   | Tour 2023                     | Tour 2023                               |
| ---------------- | --------------- | ----------- | ----------------------------- | --------------------------------------- |
| 1. Februar 2023  | Erfurt          | Deutschland | DASDIE Brettl                 | Preview; verlegt von DASDIE Live        |
| 2. Februar 2023  | Dresden         | Deutschland | Jazzclub Tonne                | Preview                                 |
| 3. Februar 2023  | Pirna           | Deutschland | Tom Pauls Theater             | Preview                                 |
| 4. Februar 2023  | Cottbus         | Deutschland | Stadthaus                     | Preview                                 |
| 5. Februar 2023  | Cottbus         | Deutschland | Stadthaus                     | Preview                                 |
| 8. Februar 2023  | Leipzig         | Deutschland | Blauer Salon                  | Preview                                 |
| 9. Februar 2023  | Potsdam         | Deutschland | Lindenpark                    | Preview                                 |
| 10. Februar 2023 | Potsdam         | Deutschland | Lindenpark                    | Preview; ausverkauft                    |
| 11. Februar 2023 | Salzwedel       | Deutschland | Kulturhaus                    | Preview                                 |
| 12. Februar 2023 | Salzwedel       | Deutschland | Kulturhaus                    | Preview                                 |
| 17. Februar 2023 | Eschweiler      | Deutschland | Talbahnhof                    | Preview                                 |
| 18. Februar 2023 | Eschweiler      | Deutschland | Talbahnhof                    | Preview                                 |
| 22. Februar 2023 | Freiburg        | Deutschland | Bürgerhaus Zähringen          | Preview                                 |
| 23. Februar 2023 | Bad Säckingen   | Deutschland | Gloria-Theater                | Preview                                 |
| 24. Februar 2023 | Bad Säckingen   | Deutschland | Gloria-Theater                | Preview                                 |
| 25. Februar 2023 | Limburg         | Deutschland | Stadthalle                    | Preview                                 |
| 26. Februar 2023 | Würzburg        | Deutschland | Posthalle                     | Preview                                 |
| 1. März 2023     | Bonn            | Deutschland | Haus der Springmaus           | Preview                                 |
| 2. März 2023     | Bonn            | Deutschland | Haus der Springmaus           | Preview                                 |
| 8. März 2023     | Daun            | Deutschland | Forum                         | Preview                                 |
| 9. März 2023     | Arnsberg        | Deutschland | Sauerland-Theater             | Preview; ausverkauft                    |
| 16. März 2023    | Schwäbisch Hall | Deutschland | Neubausaal                    | Preview                                 |
| 17. März 2023    | Mosbach         | Deutschland | Alte Mälzerei                 | Preview                                 |
| 18. März 2023    | Mainz           | Deutschland | Frankfurter Hof               | Preview                                 |
| 23. März 2023    | Stade           | Deutschland | Stadeum                       | Preview                                 |
| 24. März 2023    | Beverungen      | Deutschland | Stadthalle                    | Preview                                 |
| 22. April 2023   | Siegen          | Deutschland | Siegerlandhalle               | offizieller Tourstart; ausverkauft      |
| 27. April 2023   | Saarbrücken     | Deutschland | Saarlandhalle                 |                                         |
| 28. April 2023   | Wetzlar         | Deutschland | Buderus Arena                 |                                         |
| 29. April 2023   | Münster         | Deutschland | Halle Münsterland             |                                         |
| 30. April 2023   | Münster         | Deutschland | Halle Münsterland             | Zusatzshow                              |
| 4. Mai 2023      | Basel           | Schweiz     | St. Jakobshalle               | abgesagt                                |
| 5. Mai 2023      | Offenburg       | Deutschland | Edeka Arena                   |                                         |
| 6. Mai 2023      | Neu-Ulm         | Deutschland | Ratiopharm-Arena              |                                         |
| 7. Mai 2023      | Ingolstadt      | Deutschland | Saturn-Arena                  |                                         |
| 11. Mai 2023     | Lingen          | Deutschland | Emslandhalle                  |                                         |
| 12. Mai 2023     | Oldenburg       | Deutschland | Kleine EWE Arena              | ausverkauft                             |
| 13. Mai 2023     | Bielefeld       | Deutschland | Seidensticker Halle           |                                         |
| 18. Mai 2023     | Krefeld         | Deutschland | Yayla-Arena                   |                                         |
| 19. Mai 2023     | Magdeburg       | Deutschland | GETEC Arena                   |                                         |
| 20. Mai 2023     | Göttingen       | Deutschland | Lokhalle                      |                                         |
| 21. Mai 2023     | Gummersbach     | Deutschland | Schwalbe-Arena                | abgesagt                                |
| 1. Juni 2023     | Zürich          | Schweiz     | Hallenstadion                 |                                         |
| 2. Juni 2023     | Mannheim        | Deutschland | SAP Arena                     |                                         |
| 3. Juni 2023     | Frankfurt       | Deutschland | Festhalle                     |                                         |
| 4. Juni 2023     | Dortmund        | Deutschland | Westfalenhalle                |                                         |
| 8. Juni 2023     | Bamberg         | Deutschland | Brose Arena                   |                                         |
| 9. Juni 2023     | Linz            | Österreich  | TipsArena                     |                                         |
| 10. Juni 2023    | Salzburg        | Österreich  | Salzburg Arena                |                                         |
| 11. Juni 2023    | Innsbruck       | Österreich  | Olympiahalle                  |                                         |
| 15. Juni 2023    | Stuttgart       | Deutschland | Porsche-Arena                 | verlegt von Hanns-Martin-Schleyer-Halle |
| 16. Juni 2023    | München         | Deutschland | Olympiahalle                  |                                         |
| 17. Juni 2023    | Nürnberg        | Deutschland | Arena Nürnberger Versicherung |                                         |
| 18. Juni 2023    | Wien            | Österreich  | Stadthalle                    |                                         |
| 23. Juni 2023    | Köln            | Deutschland | Lanxess Arena                 |                                         |
| 24. Juni 2023    | Oberhausen      | Deutschland | Rudolf Weber-Arena            |                                         |
| 25. Juni 2023    | Düsseldorf      | Deutschland | PSD Bank Dome                 | abgesagt                                |
| 28. Juni 2023    | Hamburg         | Deutschland | Barclays Arena                |                                         |
| 29. Juni 2023    | Bremen          | Deutschland | ÖVB-Arena                     |                                         |
| 30. Juni 2023    | Berlin          | Deutschland | Mercedes-Benz Arena           |                                         |
|                  |                 |             |                               |                                         |
| Tour 2024        |                 |             |                               |                                         |
| 6. März 2024     | Bielefeld       | Deutschland | Stadthalle                    |                                         |
| 7. März 2024     | Essen           | Deutschland | Grugahalle                    |                                         |
| 8. März 2024     | Düren           | Deutschland | Arena Kreis Düren             |                                         |
| 9. März 2024     | Wuppertal       | Deutschland | Uni-Halle                     |                                         |
| 15. März 2024    | Freiburg        | Deutschland | Konzerthaus                   |                                         |
| 16. März 2024    | Karlsruhe       | Deutschland | Schwarzwaldhalle              |                                         |
| 17. März 2024    | Friedrichshafen | Deutschland | Graf-Zeppelin-Haus            |                                         |
| 22. März 2024    | Hameln          | Deutschland | Rattenfänger-Halle            |                                         |
| 23. März 2024    | Celle           | Deutschland | Congress-Union Celle          | ausverkauft                             |
| 24. März 2024    | Dortmund        | Deutschland | Westfalenhalle                |                                         |
| 4. April 2024    | Emsdetten       | Deutschland | Ems-Halle                     |                                         |
| 5. April 2024    | Fulda           | Deutschland | Esperantohalle                |                                         |
| 6. April 2024    | Passau          | Deutschland | Dreiländerhalle               |                                         |
| 10. April 2024   | Rostock         | Deutschland | Stadthalle                    |                                         |
| 11. April 2024   | Neubrandenburg  | Deutschland | Jahnsportforum                |                                         |
| 12. April 2024   | Schwerin        | Deutschland | Sport- und Kongresshalle      |                                         |
| 13. April 2024   | Aurich          | Deutschland | Sparkassen-Arena              |                                         |
| 17. April 2024   | Jena            | Deutschland | Sparkassen-Arena              |                                         |
| 18. April 2024   | Heilbronn       | Deutschland | INTERSPORT redblue            | ausverkauft                             |
| 19. April 2024   | Kempten         | Deutschland | bigBOX Allgäu                 |                                         |
| 20. April 2024   | Landshut        | Deutschland | Sparkassen-Arena              |                                         |
| 24. April 2024   | Koblenz         | Deutschland | CGM Arena                     |                                         |
| 25. April 2024   | Hamm            | Deutschland | WESTPRESS Arena               | ausverkauft                             |
| 26. April 2024   | Hannover        | Deutschland | Swiss Life Hall               |                                         |
| 2. Mai 2024      | Kassel          | Deutschland | Nordhessen Arena              |                                         |
| 3. Mai 2024      | Bayreuth        | Deutschland | Oberfrankenhalle              |                                         |
| 4. Mai 2024      | Augsburg        | Deutschland | Schwabenhalle                 |                                         |
| 5. Mai 2024      | München         | Deutschland | Circus Krone Bau              | TV-Aufzeichnung                         |
| 24. Mai 2024     | Zwickau         | Deutschland | Stadthalle                    |                                         |
| 25. Mai 2024     | Braunschweig    | Deutschland | Volkswagen Halle              |                                         |
| 26. Mai 2024     | Würzburg        | Deutschland | tectake Arena                 |                                         |
| 31. Mai 2024     | Dresden         | Deutschland | Messe Dresden                 |                                         |
| 1. Juni 2024     | Cottbus         | Deutschland | Stadthalle                    |                                         |
| 2. Juni 2024     | Leipzig         | Deutschland | Haus Auensee                  |                                         |
| 7. Juni 2024     | Kiel            | Deutschland | Wunderino Arena               |                                         |
| 8. Juni 2024     | Oldenburg       | Deutschland | Kleine EWE Arena              |                                         |